# Vladimir Igorevitj Smirnov
Vladimir Smirnov född 3 april 1961 är ägare till ett av de större företagen i Transnistrien, "Sheriff", och son till Transnistriens president (1991–2011) Igor Smirnov.
Smirnov verkar i Transnistrien och fördes 2010 upp på en lista över personer där EU:s medlemsstater förbundit sig att "vidta de åtgärder som är nödvändiga för att förhindra inresa till eller transitering genom deras territorier" med anledning av att dessa personer anses "förhindrar framsteg mot en politisk lösning av konflikten i Transnistrien i republiken Moldavien" samt "bär ansvaret för utformningen och genomförandet av skrämsel och stängningskampanjen mot de moldaviska skolor i regionen Transnistrien i repugliken Moldavien som använder det latinska alfabetet".